# Rap (música)

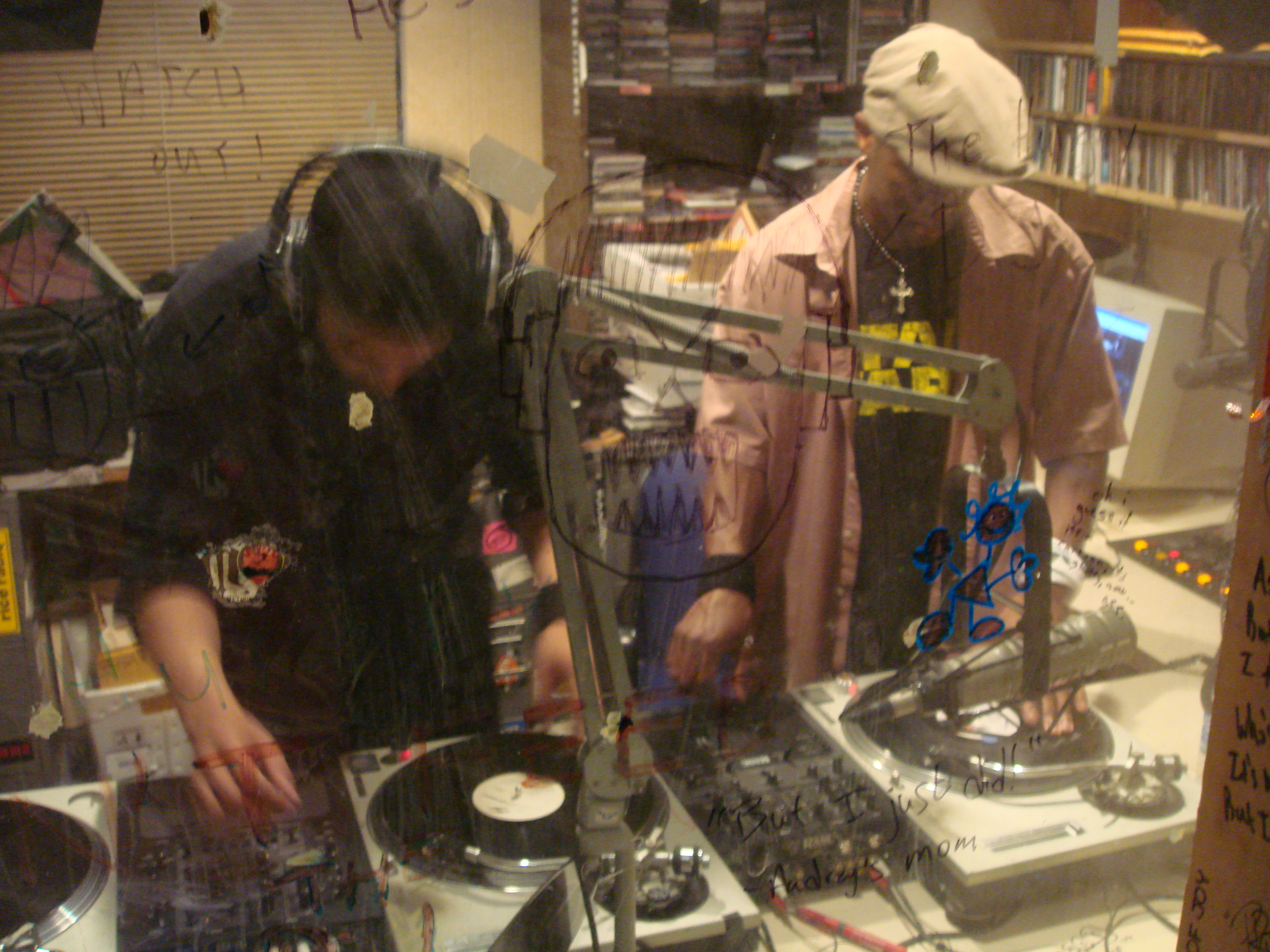
Dos DJ de hip-hop creant música nova barrejant cançons de diversos reproductors de discos. A la foto hi ha DJ Hypnotize (a l'esquerra) i Baby Cee (a la dreta).

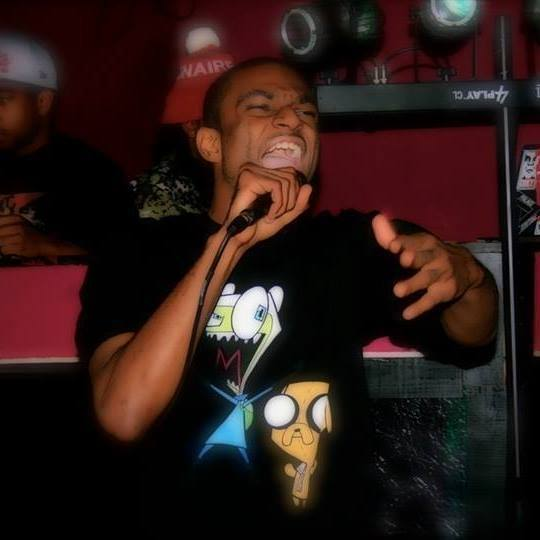
MC Hero fa ritmes rítmics coneguts com "rapejar" a Huntsville, Alabama.

La música rap o música hip-hop és un gènere musical que sorgeix als barris negres dels Estats Units a la dècada de 1970 i que consisteix en música rítmica estilitzada que generalment s'acompanya rapejant, un discurs rítmic amb rimes que es canta. Es va desenvolupar a part de la cultura del hip-hop, una subcultura definida per quatre elements estilístics claus: MC/rapejar, DJ/scratch amb platets, break dance, i grafiti. Inclou altres elements com el toc de mostreig o la línia de baixos a partir d'enregistraments o sons del sintetitzador, així com la imitació de sons amb la boca de manera rítmica. Tot i que sovint s'utilitza per referir-se exclusivament al rap, hi ha quin considera que el hip-hop denota més correctament la pràctica de tota la subcultura. El terme "hip-hop" s'utilitza de forma sinònima amb el terme rap, encara que rapejar no és un component imprescindible de la música hip-hop; el gènere també pot incorporar altres elements de la cultura del hip-hop, com ara el DJ, turntablism, scratch, beatboxing i pistes instrumentals.

## Història
El hip-hop va conformar un gènere musical i una cultura durant la dècada del 1970, quan els block party, les festes per barris, guanyaren popularitat a Nova York, particularment entre els joves afroamericans que residien al Bronx. Tanmateix, la música hip-hop no va arribar a difondre's amb normalitat per ràdio o televisió fins al 1979, en gran manera a causa de la pobresa durant el naixement del hip-hop i la manca d'acceptació fora de barris molt concrets. En els block party, els DJ tocaven amb instruments de percussió algunes cançons populars fent servir dos platines i un mesclador de DJ per poder jugar a partir de dues còpies del mateix disc, alternant d'una a l'altra i ampliant el "break". La primera evolució del hip-hop es va produir quan la tecnologia de mostreig i la caixa de ritmes esdevingueren populars i assequibles. Es van desenvolupar tècniques de turntablism com ara rascar els discos i beatmatching, juntament amb els trencaments i el torrat jamaicà, un estil vocal. El rap es va desenvolupar com un estil vocal en què l'artista parla o canta de manera rítmica amb un ritme instrumental o temps sintetitzat. Els artistes notables en aquest moment inclouen DJ Kool Herc, Grandmaster Flash and The Furious Five, Fab Five Freddy, Marley Marl, Afrika Bambaataa, Kool Moe Dee, Kurtis Blow, Doug E. Fresh, Whodini, Warp 9, The Fat Boys, i Spoonie Gee. La canço de 1979 de The Sugarhill Gang anomenada "Rapper's Delight" es considera com el primer disc que va guanyar una àmplia popularitat i es va difondre àmpliament. La dècada del 1980 va marcar la diversificació del hip-hop a mesura que el gènere desenvolupava estils més complexos. No obstant això, durant la dècada del 1980, es va estendre a dotzenes de països, molts dels quals van barrejar el hip-hop amb estils locals creant nous subgèneres.
La Nova escola de hip-hop va ser la segona onada de música hip-hop, que es va iniciar el 1983-84 amb les primeres gravacions de Run-D.M.C. i LL Cool J. El període daurat del hip-hop va ser un període innovador entre mitjan dècada del 1980 i principis de la dècada del 1990. Entre els artistes notables d'aquesta època hi ha Juice Crew, Public Enemy, Eric B. & Rakim, Boogie Down Productions and KRS-One, EPMD, Slick Rick, Beastie Boys, Kool G Rap, Big Daddy Kane, Ultramagnetic MCs, De La Soul, A Tribe Called Quest i Non Phixion. El Gangsta rap és un subgènere de hip-hop que sovint se centra en els estils de vida violents i les condicions empobrides de la joventut afroamericana dels barris. Schoolly D, N.W.A, Ice-T, Ice Cube, i els Geto Boys són els artistes fundadors fonamentals, coneguts per barrejar la crítica política i social amb els elements criminals i les històries de crims del Gangsta rap. En el hip-hop de la costa oest G-funk va dominar el panorama musical durant diversos anys a la dècada de 1990 amb Dr. Dre i Snoop Dogg. En el hip-hop de la costa est a principis de la dècada de 1990 va destacar l'afrocèntric jazz rap i el hip-hop alternatiu amb el col·lectiu Native Tongues, així com el rap hardcore d'artistes com Mobb Deep, Wu-Tang Clan, i Onyx. A la costa est també hi va haver músics de Gangsta rap com the Notorious B.I.G. i Lil' Kim.
En la dècada de 1990, el hip-hop va començar a diversificar-se amb altres estils regionals, com el rap del sud i el hip-hop d'Atlanta. Al mateix temps, el hip-hop va continuar sent assimilat a altres gèneres de la música popular, com el neo soul (per exemple: Lauryn Hill, Erykah Badu) i el nu metal (per exemple: Korn, Limp Bizkit). El hip-hop es va convertir en un dels gèneres més venuts a mitjans de la dècada de 1990 i el gènere més venut cap a l'any 1999. La popularitat de la música de hip-hop va continuar durant els anys 2000, amb influències del hip-hop cada vegada més populars. Als Estats Units també van tenir èxit estils regionals com ara crunk (per exemple: Lil Jon & the East Side Boys, the Ying Yang Twins), un gènere del sud que va emfatitzar els cops i la música més que les lletres. A principis de 2005, les vendes de música de hip-hop als Estats Units van començar a disminuir considerablement. Durant la dècada del 2000, el hip-hop alternatiu va aconseguir posar-se al centre de les vendes, degut en part a l'èxit d'artistes com OutKast i Kanye West. Durant la dècada del 2000 i principis del 2010, els rapers com Drake, Nicki Minaj, J. Cole, o Kendrick Lamar esdevingueren molt populars. El trap rap, un subgènere del hip-hop, també arribà a ser popular durant la dècada del 2010 amb artistes i grups de música hip-hop com Migos, Travis Scott, i Kodak Black.

## Etimologia
La creació del terme hip-hop acostuma a atribuir-se a Keith 'Cowboy' Wiggins, raper que col·laborava amb Grandmaster Flash and the Furious Five. No obstant això, Lovebug Starski, Keith Cowboy i DJ Hollywood empraven el terme com una "crossa" verbal quan improvisaven al micròfon, en un temps on a aquesta música se la coneixia encara com a disco rap. Es creu que Cowboy va crear el terme quan feia broma amb un amic que acabava d'allistar-se a les Forces Armades dels EUA, quan cantava fent scat les paraules "hip/hop/hip/hop" de forma que imitava la cadència rítmica dels soldats quan marxaven. Més tard, Cowboy va desenvolupar la cadència de la seva rima "hip-hop" com a part de la seva actuació en directe, la qual cosa aviat fou utilitzada per altres artistes com The Sugarhill Gang a "Rapper's Delight".
Afrika Bambaataa, fundador de Universal Zulu Nation, està reconegut com el primer en utilitzar el terme per descriure una subcultura a la qual pertanyia aquesta música. Hom ha suggerit també que aquest era un terme que s'emprava per referir-se de forma pejorativa a aquest estil. El primer ús imprès del terme fou a The Village Voice, per part d'Steven Hager, autor més endavant d'una història del hip-hop el 1984.

## Impacte social del hip-hop

### Efectes

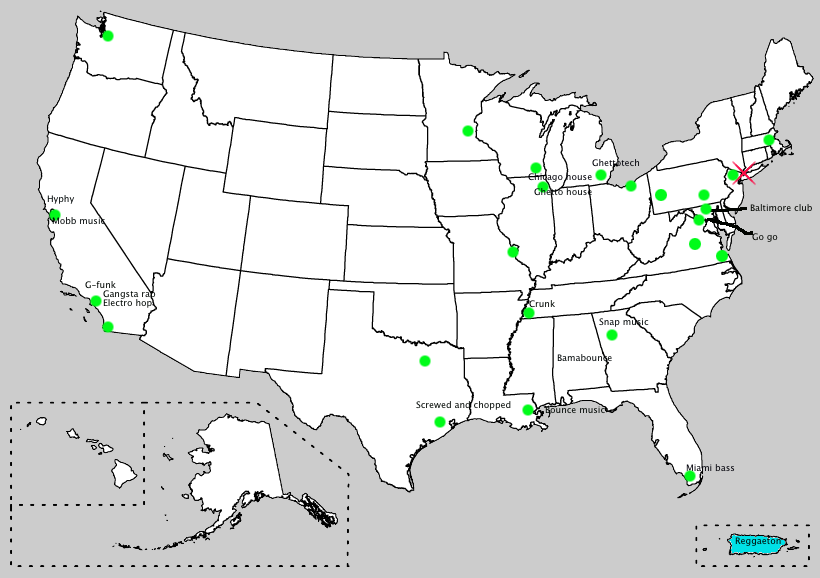
Mapa d'alguns subgèneres del Rap originats a Nord-amèrica.

El hip-hop ha tingut un considerable impacte social des dels seus inicis en la dècada de 1970. Orlando Patterson, professor de sociologia a la Universitat Harvard, ajuda a descriure el fenomen de la ràpida propagació del hip-hop al voltant del món. El professor Patterson sosté que la comunicació de masses és controlada pels rics, el govern i les empreses en nacions tercermundistes i països de tot el món. També acredita la comunicació de masses amb la creació d'una escena cultural del hip-hop a nivell mundial. Com a resultat, els joves absorbeixen i són influenciats per l'escena del hip-hop nord-americà i comencen a desenvolupar-ne la seva pròpia versió. Patterson creu que la revitalització de la música hip-hop es produirà en tot el món amb la barreja dels valors tradicionals i les formes musicals del hip-hop nord-americà, i darrerament un procés de canvi i desenvolupament global dels joves de tot el món que permet ser més influenciats per alguna de les formes musicals del hip-hop. També s'ha argumentat que la música rap s'ha format com una "resposta cultural a l'opressió històrica i el racisme, un sistema de comunicació entre les comunitats negres i més endavant llatines als Estats Units". Això es deu al fet que la cultura reflecteix la situació social, econòmica i la realitat política dels joves privats dels seus drets. A la Primavera àrab el hip-hop va exercir un paper important en la provisió d'un canal perquè els joves poguessin expressar les seves idees.

### Moda
El vestuari ha estat sempre una part important de l'impacte social i cultural del hip-hop, i com la popularitat del gènere va augmentar, també ho va fer l'efecte de la seva moda. Si bé no van ser part dominant dels elements del hip-hop al principi, i encara que rapers com  Run-DMC demostraven afinitat amb algunes marques en aquest cas Adidas o igualment la Wu-Tang Clan amb Wallabees Clark's, no va ser fins al seu auge comercial, que la moda hip-hop es va convertir veritablement influent i ineludible. En realitat l'origen de la roba ampla es troba en la pobresa que afectava els barris on neix el hip-hop i en la necessitat de reutilitzar la roba, que en el jovent sovint era de germans més grans. L'origen de l'ús dels xandalls i les vambes de bàsquet està en la comoditat que suposen per practicar el b-boying. Entre mitjans i finals dels 90, la cultura hip-hop va abraçar alguns dels principals dissenyadors i va establir una nova relació amb la manera clàssica en què es vestien els rapers. Marques com Ralph Lauren, Calvin Klein i Tommy Hilfiger van guanyar un impuls econòmic a l'endinsar lleugerament en la cultura hip-hop i van cedir molt poc al canvi conservant l'autenticitat.
Entrant en el nou mil·lenni, la moda hip-hop va consistir en camises folgades, pantalons i samarretes amples. Homes com Pharrell i Jay-Z van dirigir les seves pròpies línies de roba i altres com Kanye West es van vincular amb dissenyadors com Louis Vuitton, la roba va passar a ser més cenyida al cos, més clàssic del que és moda pròpiament, i augmentat el seu valor econòmic. Fent èmfasi en la recentment descoberta moda de la cultura hip-hop, el disseny va conduir inevitablement a una redefinició de la masculinitat en la cultura i una disminució important en l'homofòbia característica del gènere. En l'actualitat s'observen rapers amb un estil clàssic, pantalons folgats, en cert cas dessuadores pintades a mà, es caracteritzen per l'ús excessiu de joies, cadenes i brillantors, gorra plana, trenes per tot el cap i sabatilles de marca, usualment són tipus Vans i DC's.
Com que el hip-hop expressa la masculinitat dels seus artistes mitjançant la moda, la violència i la intimidació, presumint de la riquesa i l'esperit empresarial, també ha estat testimoni de l'aparició de nous conceptes que permeten demostrar-la mitjançant la humilitat, i l'obtenció de respecte per mèrit i talent. L'artista de hip-hop d'avui en dia ja no es limita a la música que serveix com la seva única ocupació o font d'ingressos. Al començament de 1990, les principals companyies de roba "s'havien adonat del potencial econòmic de colpejar lleugerament en la cultura hip-hop. Artistes de hip-hop són creadors de tendències i del gust de les masses. Els seus fanàtics van dels grups minoritaris que poden relacionar-se amb les seves lluites pròpies als grups majoritaris que no poden realment relacionar, però els agrada "consumir la fantasia de viure una vida més masculina" els rapers proporcionen "la imatge cool" i les empreses lliuren el producte, la publicitat, i els actius financers.
Els artistes utilitzen avui marques com a mitjà d'ingrés suplementari a la música o estan creant i expandint les seves marques pròpies que es converteixen en la seva principal font d'ingressos. Com explica Harry Elam, s'ha produït un moviment, el de la incorporació i la redefinició de les tendències existents en el disseny i la comercialització de productes, com succeeix amb la moda del hip-hop.
El hip-hop compta amb diverses tendències avui dia pel que fa a la forma de vestir, des de la popular Old School que consisteix regularment en roba ampla, fins a la New School, roba més cenyida al cos, o estils alternatius com el Swag entre d'altres.
L'expansió del hip-hop a la societat moderna ha donat lloc a la creació de la figura del "Toyako" o "toy". Aquesta paraula usada com insult fa referència a un fals MC, una persona que s'uneix al hip-hop amb l'única intenció d'obtenir diners i popularitat generalment per mitjà de tàctiques mal vistes pels amants reals del hip-hop, com parlar malament d'un MC a l'esquena o en cançons per aconseguir polèmica entre altres coses. Els toyakos són odiats dins de la cultura urbana i en centenars de cançons es fa referència a això.

### Educació
Moltes organitzacions, escoles i universitats estan oferint espais i programes perquè les comunitats puguin explorar i aprendre sobre el domini hip-hop. Educar a través del hip-hop significa molt més que ensenyar als joves com es compon un rap o es produeix una cançó. És donar-los l'oportunitat d'informar-se, d'ampliar la seva visió del món, conèixer els seus drets com a éssers humans, conèixer-se a ells mateixos. Segons la "Guía para la prevención con jóvenes hacia políticas de cohesión social y seguridad ciudadana" de ONU-HABITAT (Programa de les Nacions Unides per als Assentaments Humans), l'ús del hip-hop com a eina per a la cohesió social i la prevenció de la violència juvenil en entorns marginals és molt efectiu. Això succeeix perquè a través del hip-hop, els joves afinen una habilitat en forma contestatària a través de la creació d'un nou producte, sigui música gravada, dansa o altres expressions múltiples; i mitjançant aquestes pràctiques creatives, les formes i sentiments contestataris es converteixen en elements constructius per desenvolupar una societat democràtica, dinàmica, i sana, ja que la democràcia es basa en la coordinació de les diferències d'opinió i en respondre a les condicions demogràfiques, econòmiques naturals que canvien constantment.
L'ús del hip-hop en l'educació és habitual als Estats Units (on es defineix amb el concepte Hip Hop Based Education o HHBE), i es va implantant a poc a poc a altres territoris. Alguns exemples d'escoles i universitats que ofereixen programes sobre el hip-hop són els laboratoris de la PMI a Regina, Saskatchewan, Canadà. Molts estudis de dansa i universitats ara ofereixen lliçons de hip-hop costat de les de claqué i ballet, així com conferències, KRS-ONE ensenyament sobre el hip-hop a la Universitat Harvard.
El productor de Hip-hop 9th Wonder i l'ex-raper i actor Christopher "Play" Martin del grup de hip-hop Kid-n-Play imparteixen classes d'història del hip-hop a la Universitat Central de Carolina del Nord i 9th Wonder també ha ensenyat "Hip Hop Sampling Soul" a la Universitat de Duke. El 2007, la Biblioteca de la Universitat de Cornell va crear la "hip hop Collection" per recollir i fer accessiblee documentació i artefactes històrics de la cultura hip-hop i assegurar així la seva preservació per a les generacions futures.
Addicionalment, arreu del món existeixen acadèmies que instrueixen sobre els quatre elements, com també història i temes relacionats amb la cultura.
Cal considerar la potencialitat del llenguatge tant en la música, com singularment en el rap i així mateix en la cultura hip-hop, com un mitjà de retòrica que pot influir la ideologia d'un sector de la societat. D'aquesta manera, la importància com a cultura i mitjà de difusió retòrica permeten debatre el hip-hop com una eina educativa que pot ser explorada més a fons.

## Panorama mundial

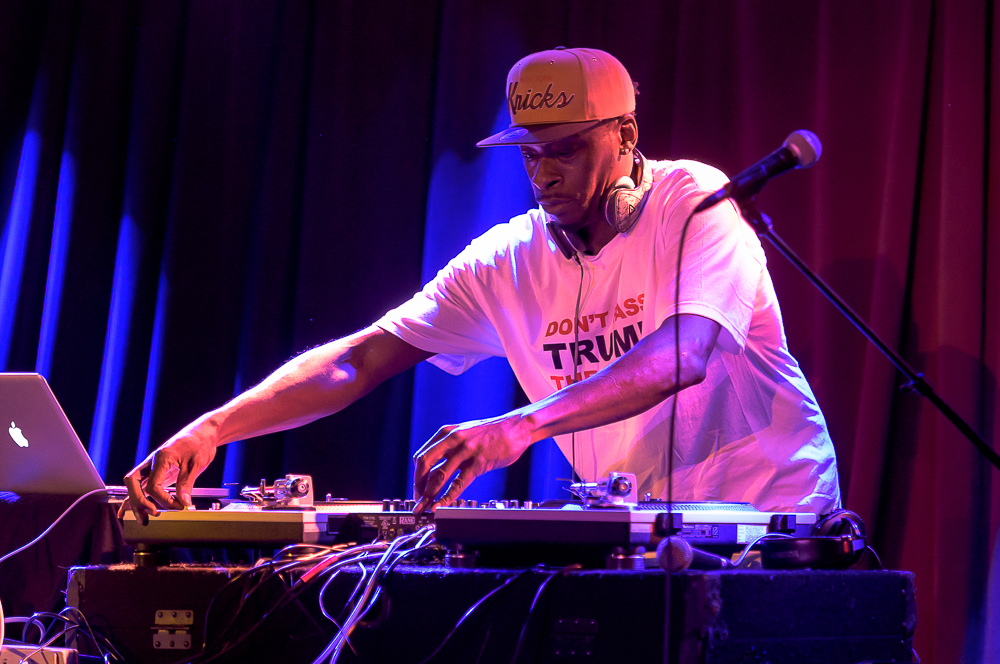
Pete Rock en una actuació a Razel and Friends – Brooklyn Bowl, 2016

La música hip-hop ha entrat a formar part dels corrents culturals del món, i ha sofert evolucions i transformacions arreu. La música hip-hop es va expandir més enllà dels Estats Units, sovint combinant estils locals amb hip-hop. El hip-hop s'ha globalitzat en moltes cultures de tot el món, com és evident a través de l'aparició de nombroses escenes regionals. Ha sorgit mundialment com un moviment basat en els principis principals de la cultura del hip-hop. La música i l'art segueixen abraçant, fins i tot celebrant, les seves dimensions transnacionals i es mantenen fidels a les cultures locals a les quals està arrelada. L'impacte del hip-hop varia en funció de cada cultura. Tot i això, l'única cosa que tenen pràcticament tots els artistes de hip hop a tot el món són que reconeixen el seu deute amb aquells afroamericans de Nova York que van llançar el moviment global.
Els llatins i els caribenys van tenir un paper integral en el desenvolupament primerenc del hip-hop a Nova York, i l'estil es va estendre a gairebé tots els països d'aquesta regió. El hip hop es va desenvolupar per primera vegada al sud de Bronx, que tenia una població alta i llatina, especialment porto-riquenya en la dècada de 1970. Alguns rapers famosos de la ciutat de Nova York d'origen porto-riqueny són Big Pun, Fat Joe, i Angie Martinez. Amb grups de rap llatins com Cypress Hill a les llistes americanes, grups de rap de Mèxic, com ara Control Machete, van créixer a la seva terra natal.
En molts països d'Amèrica Llatina, de la mateixa forma que als EUA, el hip hop ha esdevingut una eina mitjançant la qual les persones marginades poden lluitar contra els motius de la seva exclusió social. El hip hop va créixer de manera sostinguda a Cuba durant les dècades de 1980 i 1990, coincidint amb el Període Especial cubà que va sorgir amb la caiguda de la Unió Soviètica. Durant aquest període de crisi econòmica, que va colpir especialment la població negra i empobrida, el hip hop va esdevenir una forma de què de la població afrocubana abracés les seves arrels africanes i articulés una demanda d'igualtat racial per a la gent negra a Cuba. La idea de consciència negra i alliberació no sempre era compatible amb els objectius del govern cubà, que encara defensava la idea d'una societat sense races per tal d'assolir una correcta realització de la Revolució Cubana. Amb el sorgiment del hip-hop, el govern cubà es va oposar a la imatge vulgar que dibuixaven els rapers, però més tard va acceptar que potser seria millor tenir el hip-hop sota la influència del Ministeri de Cultura com una expressió autèntica de la cultura cubana. Els rapers que parlen explícitament sobre raça o racisme a Cuba encara estan sota supervisió del govern. Un esdeveniment anual de hip hop, iniciat el 1995, i que té lloc a Alamar (l'Havana), ha ajudat a popularitzar el hip hop cubà. Alguns grups cubans de rap són Krudas Cubensi i Supercrónica Obsesión.
Al Regne Unit, a principi de la dècada dels 2000 va sorgir l'estil grime, un tipus de música derivat del UK Garage i el drum and bass, amb artistes com Dizzee Rascal com a màxim exponent. Encara que és molt popular, molts polítics britànics critiquen aquesta música perquè, segons ells, promouen els robatoris i els assassinats, de la mateixa manera que el gangsta rap als EUA. Aquestes crítiques han estat qualificades de racistes per la majoria dels artistes negres de la indústria del grime. Tot i la seva naturalesa controvertida, el grime ha tingut un efecte destacat sobre la moda i la música pop britàniques, amb molts joves de classe treballadora emulant la manera de vestir de les estrelles del grime com Dizzee Rascal i Wiley. Existeixen diversos subgèneres del grime, com el "Rhythm and Grime," una barreja de R&B i grime, o el grindie, una mescla d'indie rock i grime popularitzat per la banda d'indie rock Hadouken!

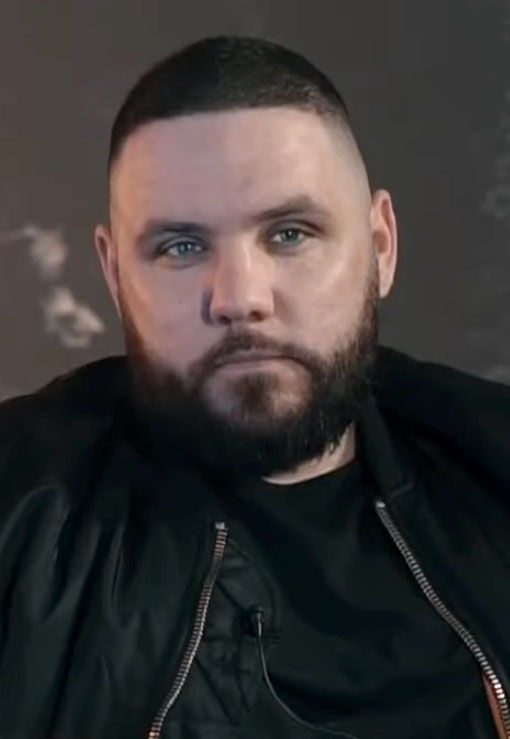
El raper alemany Fler ha causat una controvèrsia notable amb la seva música

A Alemanya i França, el gangsta rap s'ha convertit en popular entre els joves als qui agraden les lletres violentes i agressives. Alguns rapers alemanys coquetegen obertament o còmicament amb el nazisme; per exemple, Bushido (nascut Anis Mohamed Youssef Ferchichi) rapeja "Salutiert, steht stramm, Ich bin der Leader wie A" (Salut, estigueu atents, sóc el líder com la "A") i Fler va tenir un èxit amb el disc Neue Deutsche Welle (Nova Onada Alemanya) completada amb el títol escrit en tipus de lletra gòtic del Tercer Reich i anunciat amb una cita d'Adolf Hitler. Aquestes referències també van generar una gran controvèrsia a Alemanya. Mentrestant, a França, artistes com Kéry James' Idéal J mantenien una actitud radical i antiautoritària i llançaven cançons com Hardcore que atacaven el creixement de la dreta francesa. A Holanda, MC Brainpower va passar de ser un raper de batalla dels baixos fons al reconeixement general del Benelux, influenciant així nombrosos artistes de rap a la regió. A Israel, el raper Subliminal arriba als joves israelians amb lletres de temàtica política i religiosa, generalment amb un missatge sionista.

## Rap en català
La incorporació del català a la música rap va trigar a fer-se present, tot i que va comptar amb algun apropament experimental: la cançó «Un parell d'ous», dels Slips, va formar part de la banda sonora original de la pel·lícula Tots esteu en el menú, dirigida l'any 1985 per Francesc Bellmunt.
La primera data important del rap en català és el 1999 quan el raper Dísop, amb el productor AeRReeSe, va llançar la pista «Jo no sóc polac, sóc català», que va tenir una bona acollida i va arribar a fer història. Va sonar a les radiofórmules dia rere dia, en prime time i a totes hores, i també se'n va parlar a la premsa i a la televisió. Anys després, el 2003, es va editar el primer disc de rap recitat íntegrament en català, Odi en un gest, de l'artista Crim, i es va publicar el recopilatori Advertències i advertiments (Propaganda pel fet!, també del 2003), on s'incloïen propostes que incorporaven el rap com La Pupil·la, Pirat's Sound Sistema, Lama-Nasa, Gato-El-Qiman o Tret de Gràcia.
El punt d'inflexió el marcaren At Versaris, una de les bandes més influents i rellevants del panorama nacional i internacional, que compta amb més de 500 concerts, i treballs com Va amb nosaltres (Propaganda pel Fet!, 2006) i A cada passa (Propaganda pel Fet!, 2008), i es van convertir en el referent de la nova onada d'artistes que van aparèixer més tard: d'Homes Llúdriga a Lildami, de Valtònyc a JazzWoman, de Pupil·les a Pablo Hasél i Elgio, de Pawn Gang a Ribbi Haller i 31 FAM, de Senyor Oca a Lil Russia i Tesa, o de Nu Drama a Zoo.